# Sismo do Alasca de 2016
O terramoto do Alaska de 2016 ocorreu nas águas da Enseada de Cook a 88,5 quilómetros ao sudeste da localidade de Iliamna, no Alasca, Estados Unidos às 1:30 da manhã de 24 de janeiro de 2016. O sismo teve o seu epicentro a uns 261 quilómetros de Anchorage, e a 105 quilómetros de Homer. O terramoto foi de 7,1 graus de magnitude, teve uma profundidade de 120 quilómetros e sentiu-se numa ampla zona do sul do Alasca central, a península de Kenai e lugares tão longínquos como Juneau a aproximadamente 1 100 quilómetros ao sudeste do epicentro. Deixou danos moderados a graves nas moradias, estradas e as empresas experimentaram-se numa área ampla. Devido à profundidade do epicentro, não teve um tsunami.

## Danos
Os danos, a maioria moderada com alguns casos de danos graves, viveram-se numa ampla zona do sul do Alasca central. Na península de Kenai, quatro casas foram destruídas em Kenai devido a fugas de gás que provocaram incêndios. Empresas reportaram danos nas suas mercadorias, e o caminho da praia de Kalifornsky foi muito danificado. Também teve cortes de energia em Homer, bem como danos materiais moderados. Alguns habitantes de Homer se auto evacuaram pelo que se ocorria um maremoto.
Em Anchorage, teve cortes de energia reportados em várias áreas, afectando a mais de 5 000 clientes. Também teve fugas de gás e numerosas canalizações de água rompidas. Teve danos reportados em toda a cidade de efeitos pessoais nos lares, bem como a mercadorias dos negócios e lojas. Numa loja de ferragens as prateleiras colapsaram. Uma ponte que liga o centro de Anchorage com o bairro de Government Hill foi evacuado e fechado após que se descobriram fendas nas suas estruturas. O centro da cidade teve edifícios com janelas partidas e danos nos escritórios.
Teve diversos graus de danos aos edifícios do Distrito Escolar de Anchorage, incluindo a uma biblioteca compartilhada por West High School e Romig Middle School. Também teve danos na sede de União de Estudantes da Universidade de Alasca Anchorage.